# Катанска буна
Катанска буна је била побуна коју је 4. октобра 1844. у Шапцу започео Стојан Јовановић Цукић са 30-так катана (коњаника) са циљем да сруши власт кнеза Александра Карађорђевића и уставобранитеља и на власт доведе Обреновиће. Катанску буну сурово је угушио Тома Вучић Перишић. Катанска војска је заузела Шабац и Лозницу и нарасла је на 1.000 војника, али поражена је на Плавању од проте Матије Ненадовића, који је водио претходницу војске Томе Вучића. У тој бици погинули су Стојан и многи његови најближи сарадници.

## Завера
Вођа завереника био је Стојан Јовановић Цукић, који је још током 1842. био уплетен у једну заверу против кнеза Александра Карађорђевића. Након те завере био је ухапшен и утамничен, али успео је да побегне из затвора. Након тога живео је у Бечу, где му је финансијски помагао кнез Милош Обреновић.

## Припрема завереника у Руми
У Катанску буну умешани су били кнез Милош и Михаило Обреновић помажући и финансирајући заверенике. Српска уставобранитељска влада је сумњала у спремање завере. Завереници су се спремали крај Руме, спремни да у одређено време пређу у три правца у Србију. Током припрема у јесен 1844. стигло је наређење да се причека са преласком у Србију, али Стојан Јовановић Цукић није био за оклевање, већ је послао курира са поруком Богићевићу да се састану. Богићевић је требало у Ваљеву да са својим присташама чека тренутак када да крену у побуну. Кнез Милош је након тога поручио да прелазак у Србију одложе до пролећа, али Стојан је тврдио да је касно, пошто је већ послао хајдука Новака у Србију, па постоји опасност да се због одгађања открије завера. До српских власти стизале су одређене вести да се спрема побуна и прелазак у Србију, али због немара и безбрижности нису постављене страже на Сави.

## Прелазак преко Саве у Шабац
Стојан Јовановић Цукић се са четом од 34 катане пребацио лађом преко Саве 4. октобра (22. септембра) 1844. и искрцали су се ујутро крај Дреновачке аде на два сата хода од Шапца. Преобукли су се у лепе коњаничке униформе (по чему су названи катане), а Стојан је обукао генералску униформу. Ушли су ујутро у Шабац уз свирање војничке трубе и запутили се према згради начелништва. Опколили су и без борбе заузели начелништво и онда су убили двојицу истакнутух Вучићеваца, тј. присташа Томе Вучића Перишића. На прве вести охрабрили су се Обреновићевци у Шапцу и прикључили се катанама. Стојан Јовановић Цукић је народу објављивао лажну вест да су кнез Милош и Михаило дошли у Београд и да он у њихово име преузима управу шабачкога округа. Ту су у шабачкој благајни узели 4.000 дуката.

## Улазак у Лозницу
У Шапцу су успоставили прообреновићевску управу. Стојан је онда са катанама кренуо према Лозници, са циљем да после тога крене према Ваљеву. У Шабац је дошао са 34 катане, а према Лозници је кренуо са 400-500 добро наоружаних коњаника и пешака. У почетку је имао већу подршку у Шапцу, али многи су одустали када је Стојан одустао од плана да се најпре крене преко Мионице на Крагујевац. Милош Богићевић је одмах у договору са Стојаном кренуо у Земун да обавести рускога конзула Даниловскога. Стојан је успут добијао нове присташе, па је у Лозницу стигао 5. октобра са 800-900 људи. У Лозници је био дочекан са одушевљењем, па је одлучио да ту остане један дан. Добио је нове присташе и успоставио је обреновићевску управу.

## Тома Вучић Перишић
Српска влада одлучила је да се против Стојана пошаље редовна војска са топовима и Вучићу верним Гружанима, а врховно заповедништво поверили су Томи Вучићу. Кнез Александар Карађорђевић је Томи Вучићу дао чин војводе са титулом превасходитељство, а заједно са Саветом одредио је преки суд за суђење побуњеницима. Од кнеза је добио инструкције да буну угуши ножем и ватром и да никоме зато неће одговарати. Тома Вучић није хтео два дана да крене све док у Београд нису стигли Гружани и Крагујевчани, у које је имао поверења, а када су стигли кренуо је опрезно преко Уба према Ваљеву. Претходницу Вучићеве војске чинило је 600-700 катана и пешака под заповедништвом проте Матије Ненадовића, а они су из Ваљева кренули увече 6. октобра и на око 30 км од Ваљева под Плавњем заузели су бусију. У исто то време кренуо је и Вучић са својом војском.

## Пораз катанске војске
Стојан је губио време у Лозници, па је са 1.000 људи кренуо око подне према Ваљеву и предвече је стигао на Плавањ, где је одлучио да преноћи. Стојана су узалуд његови сарадници молили да настави даље, истичући да га у Ваљеву чека 500 наоружаних присташа. Прота Матија Ненадовић је био у близини и сачекао је да Стојанова војска заспи 6. октобра увече и онда је напао буновну Стојанову војску, која је почела да бежи. Један део војске сео одазвао на Стојанов позив да остану на бојном пољу, али кад је Стојан и неколико његових сарадника погинуло војска се расула. Ненадовићева војска је након тога по планинама хватала поражене.

## Сурово кажњавање
Уставобранитељска влада је јануара 1844. донела закон, по коме се учесници оружане побуне угушене оружаним сукобом кажњавају смртном казном. Они који се нису користили оружјем кажњавају се робијом, али ако су што присвајали током побуне и они се кажњавају смрћу. Тома Вучић је у Шабац послао војску под заповедништвом Милосава Здравковића Ресавца са инструкцијама како да се сурово обрачуна. Све које су сматрали кривим затворили су у обору. Вучић се полако кретао према Шапцу и успут је кажњавао Стојанове присташе, тј Обреновићевце. Кога би Вучић предао преком суду, томе би било суђено. Он је први испитивао све важније кривце. Знао је да нареди да ударају кривце и да им крв иде на уста и уши. Били су бијени, тучени и мучени сви на које се сумњало да било шта знају, а нису пријавили властима. Страхоте прекога суда и Вучићевога испитивања трајале су у Шапцу до 1. новембра.